# Corylus wulingensis
Corylus wulingensis är en björkväxtart som beskrevs av Q.X.Liu och C.M.Zhang. Corylus wulingensis ingår i släktet hasslar, och familjen björkväxter. Inga underarter finns listade.